# Rune Leinås
Rune Leinås (10 maggio 1942) è un ex cestista svedese.

## Carriera
Con la Svezia ha disputato i Campionati europei del 1965.